# Pycnona pujola
Pycnona pujola är en mångfotingart som beskrevs av Chamberlin 1943. Pycnona pujola ingår i släktet Pycnona och familjen storjordkrypare. Inga underarter finns listade i Catalogue of Life.